# Cantó d'Évreux-Est
El cantó d'Évreux-Est és un cantó francès del departament de l'Eure, situat al districte d'Évreux. Té 12 municipis i el cap es Évreux.

## Municipis
- Évreux (part)
- Fauville
- Fontaine-sous-Jouy
- Gauciel
- Huest
- Jouy-sur-Eure
- Miserey
- Saint-Vigor
- Sassey
- La Trinité
- Le Val-David
- Le Vieil-Évreux

## Història
| Data d'elecció                           | Identitat           | Partit          | Qualitat |
| ---------------------------------------- | ------------------- | --------------- | -------- |
| 1982-2001                                | Jean-Jacques Hubert | UDF             |          |
| 2001-                                    | Anne Mansouret      | PRG, després PS |          |
| les dades anteriors no són pas conegudes |                     |                 |          |
|                                          |                     |                 |          |

## Demografia
| A partir de 1990: Població sense dobles comptes |